# Challenger Series - Newport Beach 2019 - Doppio femminile
Misaki Doi e Jil Teichmann erano le detentrici del titolo, ma Doi ha scelto di non partecipare a questa edizione. Teichmann ha fatto coppia con Madison Brengle, perdendo al primo turno da Quinn Gleason e Luisa Stefani.
In finale Hayley Carter e Ena Shibahara hanno sconfitto Taylor Townsend e Yanina Wickmayer col punteggio di 6–3, 7–6(1).

## Teste di serie
1. Alexa Guarachi /  Giuliana Olmos (semifinale)
2. Sabrina Santamaria /  Valeria Savinykh (quarti di finale)

1. Taylor Townsend /  Yanina Wickmayer (finale)
2. Anna Danilina /  Ingrid Neel (primo turno)

## Wildcard
1. Gail Brodsky /  Francesca Di Lorenzo (quarti di finale)

## Tabellone

### Legenda
| - Q = Qualificato - WC = Wild card - LL = Lucky loser | - ALT = Alternate - SE = Special Exempt - PR = Protected Ranking | - w/o = Walkover - r = Ritirato - d = Squalificato |

|  | Primo turno | Primo turno             | Primo turno             | Primo turno | Primo turno |  |  | Quarti di finale | Quarti di finale        | Quarti di finale        | Quarti di finale       | Quarti di finale       |   |   | Semifinali     | Semifinali             | Semifinali             | Semifinali           | Semifinali           |   |   | Finale | Finale | Finale | Finale | Finale |  |
|  |             |                         |                         |             |             |  |  |                  |                         |                         |                        |                        |   |   |                |                        |                        |                      |                      |   |   |        |        |        |        |        |  |
|  | 1           | A Guarachi G Olmos      | A Guarachi G Olmos      | 7           | 7           |  |  |                  |                         |                         |                        |                        |   |   |                |                        |                        |                      |                      |   |   |        |        |        |        |        |  |
|  |             | G Marchetti R Zarazúa   | G Marchetti R Zarazúa   | 5           | 5           |  |  | 1                | A Guarachi G Olmos      | 3                       | 6                      | [10]                   |   |   |                |                        |                        |                      |                      |   |   |        |        |        |        |        |  |
|  |             | M Manasse J Pegula      | M Manasse J Pegula      | 7           | 6           |  |  |                  | M Manasse J Pegula      | 6                       | 4                      | [8]                    |   |   |                |                        |                        |                      |                      |   |   |        |        |        |        |        |  |
|  |             | K Ahn E Routliffe       | K Ahn E Routliffe       | 6(0)        | 1           |  |  |                  |                         |                         |                        |                        |   |   | 1              | A Guarachi G Olmos     | A Guarachi G Olmos     | 4                    | 5                    |   |   |        |        |        |        |        |  |
|  | 3           | T Townsend Y Wickmayer  | 4                       | 7           | [10]        |  |  |                  |                         | 3                       | T Townsend Y Wickmayer | T Townsend Y Wickmayer | 6 | 7 |                |                        |                        |                      |                      |   |   |        |        |        |        |        |  |
|  |             | J Loeb R Peterson       | 6                       | 5           | [3]         |  |  | 3                | T Townsend Y Wickmayer  | T Townsend Y Wickmayer  | 6                      | 6                      |   |   |                |                        |                        |                      |                      |   |   |        |        |        |        |        |  |
|  |             | Q Gleason L Stefani     | Q Gleason L Stefani     | 6           | 6           |  |  |                  | Q Gleason L Stefani     | Q Gleason L Stefani     | 4                      | 4                      |   |   |                |                        |                        |                      |                      |   |   |        |        |        |        |        |  |
|  |             | M Brengle J Teichmann   | M Brengle J Teichmann   | 4           | 4           |  |  |                  |                         |                         |                        |                        |   |   | 3              | T Townsend Y Wickmayer | T Townsend Y Wickmayer | 3                    | 6(1)                 |   |   |        |        |        |        |        |  |
|  |             | C McHale R van der Hoek | C McHale R van der Hoek | 4           | 2           |  |  |                  |                         |                         |                        |                        |   |   |                |                        |                        | H Carter E Shibahara | H Carter E Shibahara | 6 | 7 |        |        |        |        |        |  |
|  |             | J Cako L Davis          | J Cako L Davis          | 6           | 6           |  |  |                  | J Cako L Davis          | J Cako L Davis          | 7                      | 6                      |   |   |                |                        |                        |                      |                      |   |   |        |        |        |        |        |  |
|  | WC          | G Brodsky F Di Lorenzo  | 6                       | 4           | [10]        |  |  | WC               | G Brodsky F Di Lorenzo  | G Brodsky F Di Lorenzo  | 63                     | 3                      |   |   |                |                        |                        |                      |                      |   |   |        |        |        |        |        |  |
|  | 4           | A Danilina I Neel       | 3                       | 6           | [8]         |  |  |                  |                         |                         |                        |                        |   |   | J Cako L Davis | J Cako L Davis         | J Cako L Davis         | 4                    | 62                   |   |   |        |        |        |        |        |  |
|  |             | H Carter E Shibahara    | H Carter E Shibahara    | 6           | 6           |  |  |                  |                         | H Carter E Shibahara    | H Carter E Shibahara   | H Carter E Shibahara   | 6 | 7 |                |                        |                        |                      |                      |   |   |        |        |        |        |        |  |
|  |             | N Gibbs V Lepchenko     | N Gibbs V Lepchenko     | 4           | 0           |  |  |                  | H Carter E Shibahara    | H Carter E Shibahara    | 6                      | 6                      |   |   |                |                        |                        |                      |                      |   |   |        |        |        |        |        |  |
|  |             | S Marand E Webley-Smith | S Marand E Webley-Smith | 4           | 67          |  |  | 2                | S Santamaria V Savinykh | S Santamaria V Savinykh | 4                      | 4                      |   |   |                |                        |                        |                      |                      |   |   |        |        |        |        |        |  |
|  | 2           | S Santamaria V Savinykh | S Santamaria V Savinykh | 6           | 7           |  |  |                  |                         |                         |                        |                        |   |   |                |                        |                        |                      |                      |   |   |        |        |        |        |        |  |